# Johan Strøm
Johan Niels Alexander Strøm (* 21. Dezember 1898 in Vejgaard, Aalborg; † 11. Dezember 1958 in Aalborg) war ein dänischer Politiker der Sozialdemokraten (Socialdemokraterne), der unter anderem von 1932 bis zu seinem Tode 1958 Mitglied des Parlaments (Folketing) war. Er war zwischen 1947 und 1950 sowie erneut von 1953 bis 1957 Sozialminister und zugleich 1953 für kurze Zeit Arbeitsminister.

## Leben
Johan Niels Alexander Strøm, Sohn des Graveurs Alexander Strøm, war nach dem Besuch der Grundschule von 1913 bis 1917 als Laufbursche sowie im Anschluss zwischen 1917 und 1928 als Arbeiter auf der Aalborg Værft tätig. Er absolvierte in dieser Zeit die Technische Schule in Aalborg und war zwischen 1924 und 1928 Vertrauensmann der Gewerkschaft auf der Aalborg Værft. Im Anschluss war er von 1928 bis 1932 Vorsitzender der Fabrikarbeitergewerkschaft (Fabriksarbejdernes Fagforening) in Aalborg und zugleich zwischen 1930 und 1932 Vorsitzender des dortigen Arbeitergewerkschaftsbundes (Arbejdernes Fællesorganisation). 
Am 15. November 1932 wurde Strøm für die Sozialdemokraten (Socialdemokraterne) erstmals Mitglied des Parlaments (Folketing) und vertrat in diesem bis zum 11. Dezember 1958 den Wahlkreis Ålborg Amtskreds. Während dieser Zeit war er zugleich zwischen 1935 und 1947 Sekretär der Fraktion der Sozialdemokraten. Außerdem wurde er 1937 Mitglied des vom Büro des Ministerpräsidenten eingerichteten Produktions- und Rohstoffausschusses sowie zwischen 1939 und 1947 Vorsitzender des Jugendausschusses des Sozialministeriums. 1938 wurde er ferner Mitglied des Aufsichtsrates der Aalborger Stadt- und Kreissparkasse (Ålborg Bys og Omegns Sparekasse).
Nach dem Ende der deutschen Besetzung Dänemarks im Zweiten Weltkrieg war Johan Strøm von 1945 bis zu seinem Tode 1958 Mitglied des Vorstandes der Sozialdemokratischen Partei und zugleich zwischen 1945 und 1951 Mitglied im Vorstand der Sozialdemokratischen Fraktion. Ferner war er seit 1946 Mitglied der Verteidigungskommission. Am 13. November 1947 wurde er Sozialminister (Socialminister) in der Regierung Hedtoft I und bekleidete dieses bis zum 30. Oktober 1950. Am 30. September 1953 wurde er in der Regierung Hedtoft II erneut Sozialminister und fungierte vom 30. September bis zu seiner Ablösung durch Jens Otto Krag am 1. November 1953 zusätzlich als Arbeitsminister (Arbejdsminister). Nach dem Tode von Ministerpräsident Hans Hedtoft am 29. Januar 1955 bekleidete er das Amt des Sozialministers vom 29. Januar 1955 bis zum 28. Mai 1957 auch in der Regierung Hansen I. Nach seinem Ausscheiden aus der Regierung war er von 1957 bis zu seinem Tode 1958 abermals Mitglied im Vorstand der Sozialdemokratischen Fraktion.